# Lac des Huit Chutes
Lac des Huit Chutes är en sjö i Kanada.   Den ligger i regionen Saguenay–Lac-Saint-Jean och provinsen Québec, i den östra delen av landet, 500 km nordost om huvudstaden Ottawa. Lac des Huit Chutes ligger 694 meter över havet. Arean är 2,4 kvadratkilometer. Den sträcker sig 3,4 kilometer i nord-sydlig riktning, och 4,5 kilometer i öst-västlig riktning.
I omgivningarna runt Lac des Huit Chutes växer i huvudsak blandskog. Trakten runt Lac des Huit Chutes är nära nog obefolkad, med mindre än två invånare per kvadratkilometer.